# Продавец дождя (фильм)
«Продавец дождя» (англ. The Rainmaker) — американская мелодрама режиссёра Джозефа Энтони (1956), поставленная по одноимённой пьесе Н. Ричарда Нэша. В ролях — ведущие голливудские звёзды тех времён.
Две номинации на премию «Оскар» за актёрскую работу Кэтрин Хепбёрн и музыку Алекса Норта. Слоган фильма: «Это рассказ о Магии, которая происходит с женщиной, когда она встречает мужчину!».

## Сюжет
В эпоху депрессии, в охваченном засухой сельском городке на Западе Америки проживает семья старого фермера Карри. Его дочь Лиззи ведёт хозяйство в доме отца, где вместе с ними живут двое сыновей Карри. На ранчо, принадлежащем семье, уже который месяц нет дождя. Помимо тревог и забот об умирающих животных, старика-отца беспокоит, что его уже далеко не юная дочь одна и не может найти себе подходящего мужа. Она только что вернулась из поездки, предпринятой в надежде на замужество. Появление обоятельного мошенника Билла Старбака, обещающего вызвать дождь за 100 долларов, будоражит всю семью, а Лиззи позволяет взглянуть на себя и окружающий мир совершенно по-новому.

## В ролях
- Берт Ланкастер — Билл Старбак, известный как Билл Смит, Билл Харли и Торнадо Джонсон
- Кэтрин Хепбёрн — Лиззи Карри
- Ллойд Бриджес — Ноа Карри
- Эрл Холлиман — Джим Карри
- Кэмерон Прад’Хомме — Х. К. Карри
- Уэнделл Кори — помощник шерифа Дж. С. Файл
- Уоллес Форд — шериф Ховард Томас
- Ивонн Лайм — Снуки Магуайр
- Стэн Джонс — горожанин (в титрах не указан)

## Съёмочная группа
- Режиссёр — Джозеф Энтони
- Продюсеры — Хэл Б. Уоллис, Пол Натан
- Сценарист — Н. Ричард Нэш
- Оператор — Чарльз Лэнг мл.
- Композитор — Алекс Норт
- художники-постановщики — Хэл Перейра, Уолтер Х. Тайлер
- художник по костюмам — Эдит Хэд

## История создания
В начале 50-х годов XX-го века американский драматург Н. Ричард Нэш написал пьесу «Продавец дождя» (англ. «The Rainmaker»), премьера которой состоялась в 1954 году в Нью-Йорке. Режиссёром театральной постановки был Джозеф Энтони. Театральный успех был настолько впечатляющим, что вскоре на Бродвее был поставлен мюзикл «110 в тени». После аншлагов на Бродвее, голливудский продюсер Хэл Б. Уоллис приобрел у драматурга права на экранизацию, с условием, что Н. Ричард Нэш сам напишет киносценарий, а режиссёром фильма станет все тот же Джозеф Энтони. И ещё одно условие было предусмотрено в контракте на экранизацию — в главных ролях должны быть задействованы актеры «Класса „А“», то есть — голливудские звёзды.
Хэл Б. Уоллис (на тот момент — один из самых влиятельных кинопродюсеров Голливуда) недолго уговаривал прославленную Кэтрин Хепбёрн, потому что она была в восторге и от бродвейского мюзикла, и от киносценария. Остальной актерский кастинг проводился «под Хепберн» (с её письменного согласия).
Художником по костюмам на кинокартине была Эдит Хэд — самая титулованная женщина за всю историю Голливуда. На тот момент она награждалась премией «Оскар» уже 6 раз (за всю карьеру — 8 Оскаров).

## Награды
«Оскар» 1957:
- Лучшая женская роль — Кэтрин Хепбёрн — номинация
- Лучший саундтрек к драматическому или комедийному фильму — Алекс Норт — номинация

«Золотой глобус» 1957:
- Лучшая мужская роль второго плана (Эрл Холлиман) — награда
- Лучший драматический фильм — номинация
- Лучшая мужская роль в драматическом фильме (Берт Ланкастер) — номинация
- Лучшая женская роль в драматическом фильме (Кэтрин Хепбёрн) — номинация

Премия Гильдии сценаристов США (1957):
- Лучший сценарий американского драматического фильма (Н. Ричард Нэш) — номинация

BAFTA (1958):
- Лучшая иностранная актриса — Кэтрин Хепбёрн — номинация